# Estação Ferroviária de Mogofores

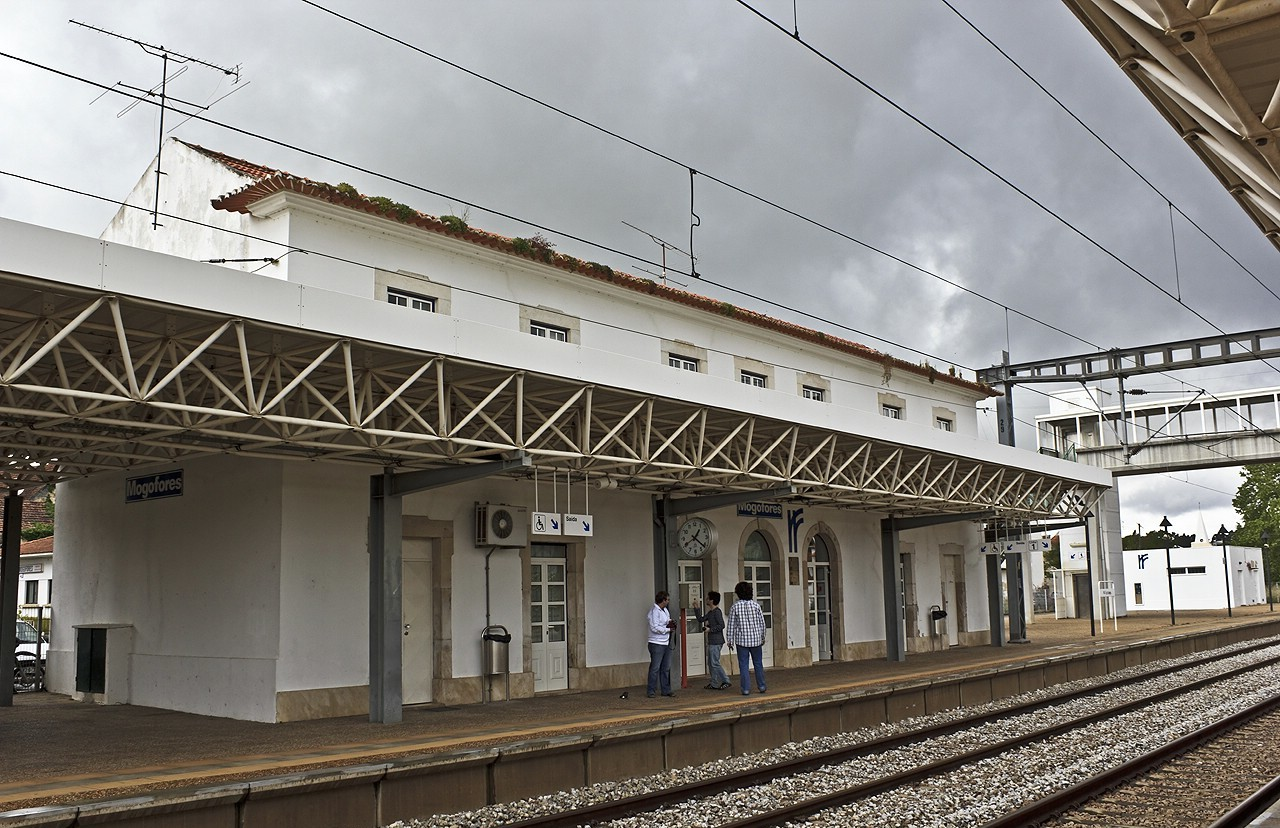
A estação de Mogofores, em 2010.

A Estação Ferroviária de Mogofores é uma gare da Linha do Norte, que serve a freguesia de Mogofores, no Distrito de Aveiro, em Portugal.

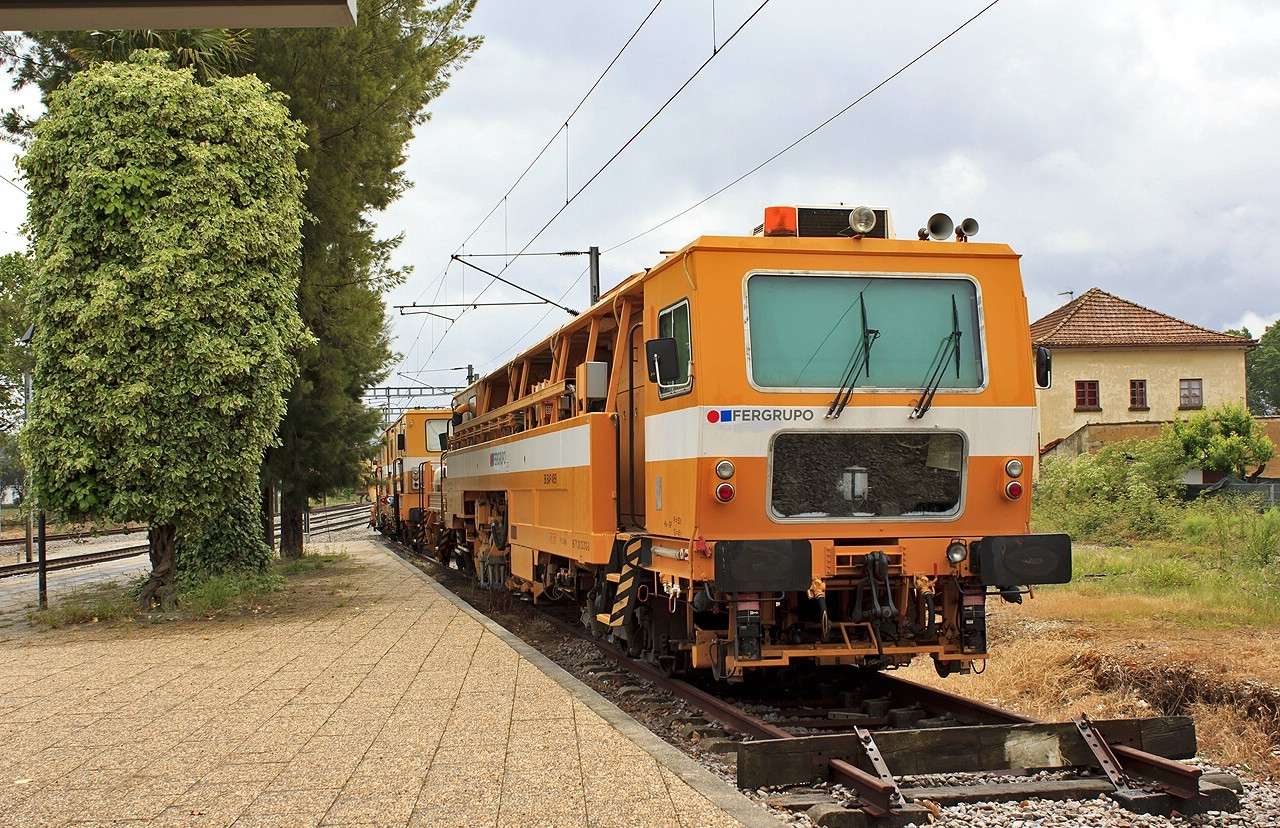
Veículo de serviço (atacadeira) parqueado numa das vias de resguardo da estação de Mogofores, em 2010.

## Caracterização

### Localização e acessos
Situa-se junto à localidade de Mogofores, em frente ao Largo da Estação.

### Infraestrutura
Possuía, em Janeiro de 2011, três vias de circulação, com 1903, 1004 e 854 m de comprimento, e 2 gares, com 194 e 180 m de extensão, tendo ambas 55 cm de altura. Em Outubro de 2004, ostentava a classificação D da Rede Ferroviária Nacional.

## História

### Inauguração
O troço entre as estações de Estarreja e Taveiro da Linha do Norte, no qual esta interface se insere, entrou ao serviço no dia 10 de Abril de 1864, pela Companhia Real dos Caminhos de Ferro Portugueses. Foi inaugurada junto com este troço, tendo os primeiros comboios sido do tipo misto, entre Vila Nova de Gaia e Coimbra-B.

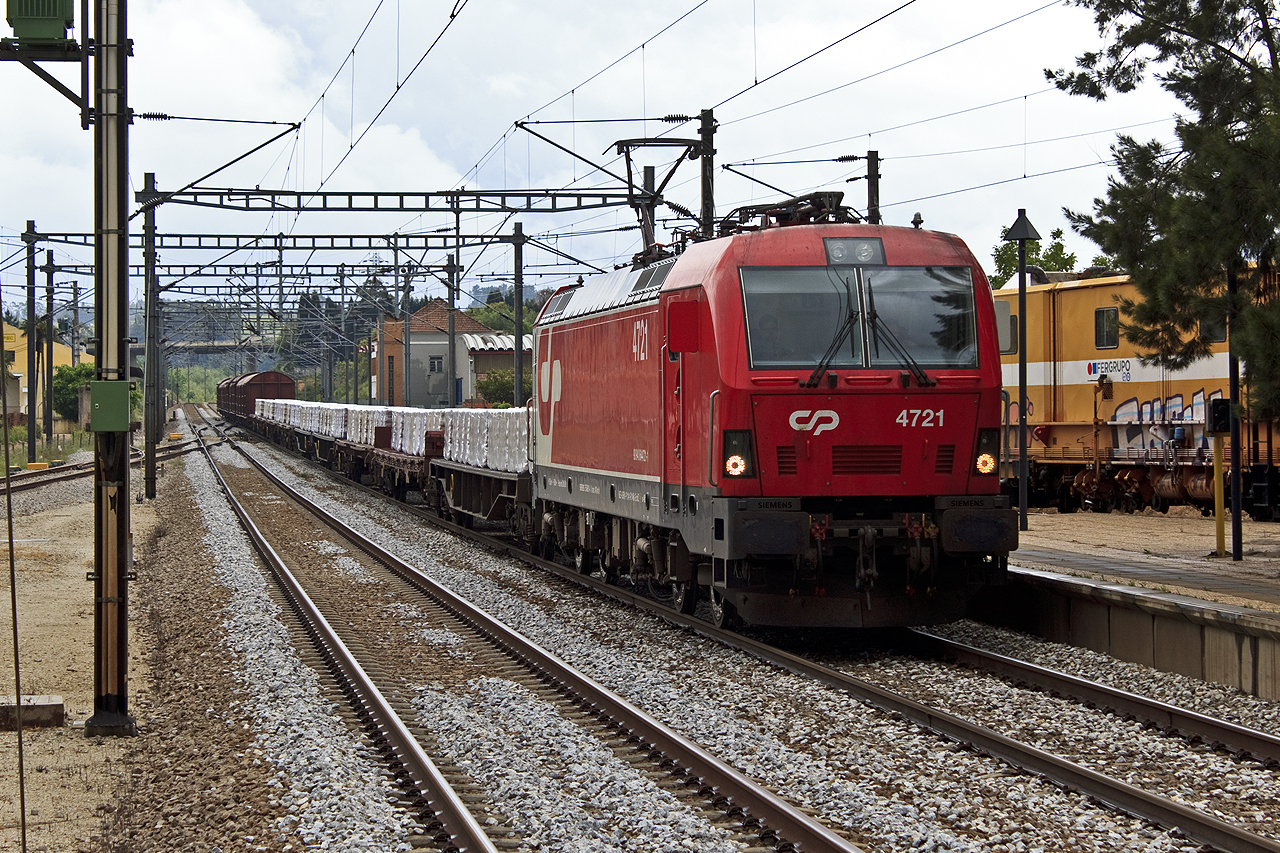
Comboio de mercadorias a passar pela estação de Mogofores, em 2010.

### Século XX
Em 1913, existia uma carreira de diligências entre Anadia e a estação de Mogofores.

Em Março de 1915, estava quase pronta a segunda via entre Pampilhosa e Mogofores, e em Maio desse ano, estava a ser montada, nesta estação, uma placa giratória para locomotivas. Em Dezembro de 1928, já tinha sido duplicada a via entre Mogofores e Oliveira do Bairro.